# Ванновский, Борис Петрович
Борис Петрович Ванновский (26 октября 1860 — не ранее 1917) — генерал-лейтенант Российской императорской армии, участник русско-японской и Первой мировой войн. Начальник 4-й кавалерийской дивизии. Сын Военного министра Российской империи Петра Семёновича Ванновского.

## Биография
Родился 26 октября 1860 года. Сын военного министра, генерала от инфантерии Петра Семёновича Ванновского (1822—1904). Младший брат Бориса, Сергей (1869—1914), кавалер ордена Святого Георгия 4-й степени, погиб в самом начале Первой мировой войны.
Среднее образование получил в Киевской 1-й гимназии, которую окончил в 1878 году и поступил в Пажеский корпус. По окончании корпуса в 1880 году был выпущен прапорщиком в лейб-гвардии Конно-артиллерийскую бригаду. Он был произведён в прапорщики гвардии со старшинством с 6 августа 1881 года, а с 30 августа того же года — в подпоручики со старшинством. С 1 января 1885 года был произведён в чин поручика со старшинством. С 7 апреля 1887 года — в чин штабс-капитана со старшинством.
В 1887 году окончил Николаевскую академию Генерального штаба по 1-му разряду. 7 апреля 1887 года был переименован в капитаны Генерального штаба со старшинством. Затем некоторое время отбывал лагерный сбор при Кавказском военном округе. С 9 апреля 1887 года по 11 августа 1888 года был обер-офицером для особых поручений при штабе 1-го армейского корпуса. С 11 августа 1888 года по 30 августа 1891 года занимал должность старшего адъютанта штаба 2-й гвардейской кавалерийской дивизии. 30 августа 1891 года Ванновский был произведен в подполковники со старшинством. С 30 августа 1891 года по 31 мая 1895 года был младшим делопроизводителем канцелярии Военно-ученого комитета Главного штаба.
Ванновский был произведён в чин полковника, со старшинством со 2 апреля 1895 года. С 31 мая 1895 года по 15 октября 1900 года был помощником начальника штаба генерал-инспектора кавалерии. С 15 октября 1900 года по 15 февраля 1904 года и с 19 ноября 1904 года по 22 декабря 1905 года состоял  в распоряжении начальника Главного штаба. Был произведён в генерал-майоры, со старшинством с 6 апреля 1903 года.
Принимал участие в русско-японской войне. С 15 февраля по 19 ноября 1904  года был генералом для особых поручений при начальнике полевого штаба Наместника на Дальнем Востоке. С 22 декабря 1905 года по 6 марта 1906 года находился в распоряжении Главнокомандующего войсками гвардии и Петербургского военного округа. С 6 марта 1905 года по 1 мая 1910 года занимал должность генерала для особых поручений при том же военном округе. 1 мая 1910 года произведён в генерал-лейтенанты с назначением начальником 4-й кавалерийской дивизии.    
19 июня 1912 года был уволен от службы по домашним обстоятельствам, и зачислен в ополчение. После начала Первой мировой войны был возвращён на службу с прежним чином генерал-лейтенанта со старшинством с 30 августа 1912 года и назначен в резерв чинов при штабе Минского военного округа. С 15 октября 1914 года по 18 апреля 1917 года был начальником 4-й кавалерийской дивизии. 8 сентября 1917 года был уволен со службы по прошению с мундиром и пенсией. По состоянию на 1911 год был холост.

## Награды
Борис Петрович Ванновский был пожалован следующими наградами:
- Орден Святого Станислава 3-й степени (1888)
- Орден Святой Анны 3-й степени (1891)
- Орден Святого Станислава 2-й степени (1894)
- Орден Святой Анны 2-й степени (1897)
- Орден Святого Владимира 4-й степени (ВП 6.12.1901)
- Орден Святого Владимира 3-й степени с мечами (ВП 26.03.1905)
- Орден Святого Станислава 1-й степени (ВП 6.12.1908)
- Орден Святой Анны 1-й степени с мечами (ВП 29.11.1915)